# Hydrosom

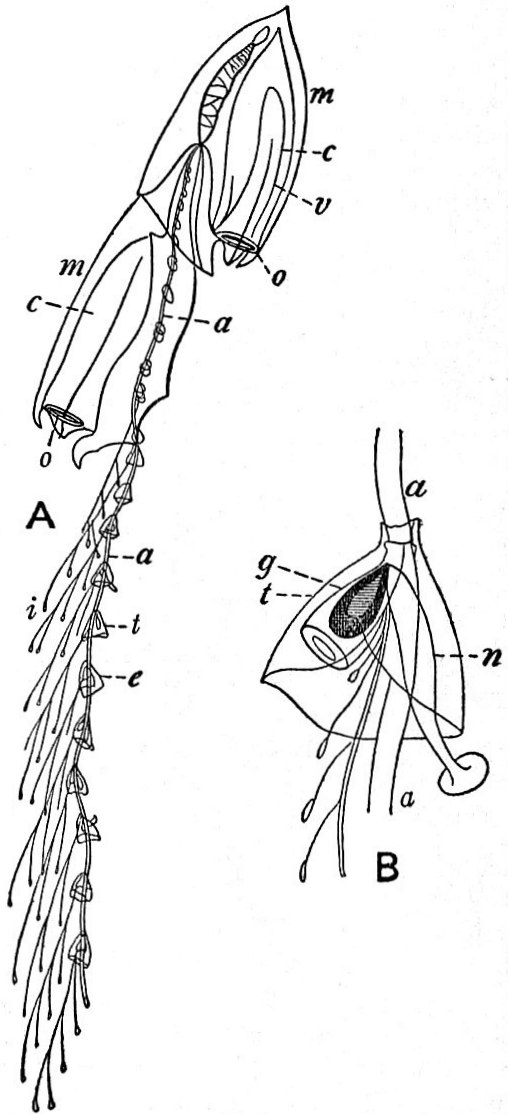
Rurkopław Diphyes campanulata. A: morfologia ogólna, B: morfologia kormidium. a: hydrosom, m: nektofory przedni i tylny, c: nektosak, v: kanały radialne nektoforu, o: ostium nektoforu, t: okrywa, n: syfon, g: gonofor, i: czułek

Hydrosom, pień – część ciała występująca u kolonijnych parzydełkowców z gromady stułbiopławów, z rzędów Velellida i rurkopławów.
Zawieszony w toni wodnej hydrosom stanowi osiową część kolonii (kormusu). Powstaje w wyniku modyfikacji najstarszego, macierzystego hydropolipu kolonii. 
U Velellida hydrosom jest skrócony i silnie spłaszczony, tworząc dysk centralny obwiedziony na brzegu umięśnionym fałdem płaszczowym. Na wierzchu dysku występuje pneumatofor, na jego brzegach rzomieszczone są daktylozoidy, a na spodzie gastrozoidy, w tym jeden centralny.
U rurkopławów hydrosom jest rurkowaty i pionowo zawieszony. Na jego wierzchu znajdować się może pneumatofor. Od hydrosomu pączkują rozmaite zooidy, często pogrupowane w kormidia. Jama hydrosomu połączona jest z jamami poszczególnych zooidów, dzięki czemu kolonia ma jeden układ chłonąco-trawiący. Ponadto w hydorosomie biegnie para szybko przewodzących włókien nerwowych, zapewniających nadosobniczą koordynację w kolonii. U form mających nektofory części hydrosomu na której są osadzone nosi nazwę nektosomu, a część pozostała syfosomu (syfonu).